# Ixora crassipes
Ixora crassipes là một loài thực vật có hoa trong họ Thiến thảo. Loài này được Boivin ex De Block mô tả khoa học đầu tiên năm 2007.